# Fredericksburg Township (Iowa)
Pour les articles homonymes, voir Fredericksburg, Fredericks (homonymie) et Burg.
Fredericksburg Township est un township, du comté de Chickasaw en Iowa, aux États-Unis,.
Le township est organisé en 1857 et nommé en l'honneur de  Frederick Padden, un colon.

## Source de la traduction
- (en) Cet article est partiellement ou en totalité issu de l’article de Wikipédia en anglais intitulé « Fredericksburg Township, Chickasaw County, Iowa » (voir la liste des auteurs).